# Resolució 1448 del Consell de Seguretat de les Nacions Unides
La Resolució 1448 del Consell de Seguretat de les Nacions Unides, adoptada per unanimitat el 9 de desembre de 2002 després de reafirmar la resolució 864 (1993) i totes les resolucions posteriors sobre Angola, en especial la 1127 (1997), 1173 (1998), 1237 (1999), 1295 (2000), 1336 (2002), 1348 (2002), 1374 (2002), 1404 (2002), 1412 (2002), 1432 (2002), 1434 (2002) i 1439 (2002) el Consell ba assenyalar el progrés al país i va aixecar les restants sancions contra UNITA, inclosos un embargament d'armes, restriccions de viatge i la congelació d'actius.
El Consell de Seguretat va expressar la seva preocupació pels efectes de la Guerra Civil angolesa sobre la situació humanitària i va donar la benvinguda a les mesures adoptades pel govern d'Angola per implementar el Protocol de Lusaka i altres acords. També va reafirmar el seu compromís de preservar la sobirania i la integritat territorial d'Angola.
Actuant sota el Capítol VII de la Carta de les Nacions Unides, el Consell va resoldre totes les mesures contra UNITA amb efecte a partir de l'adopció de la resolució actual. Es van imposar per primera vegada l'any 1993 en un intent d'acabar amb la guerra civil angolesa. El Comitè del Consell de Seguretat, establert en la Resolució 864, també es dissoldrà. Finalment, el secretari general Kofi Annan va rebre instruccions per tancar el fons fiduciari voluntari d'Angola que recolzava les investigacions sobre violacions de les sancions mentre estiguessin vigents.